# Doc+
DOC+ — российская медицинская компания, оказывавшая в период с сентрября 2015 года по 2020 год услуги в области телемедицины, вызова врача на дом, хранения и обработки персональных медицинских данных. Работала в Москве и Подмосковье. В 2020 году прошло слияние с компанией «Доктор рядом».

## История
Сервис DOC+ был запущен Виктором Белогубом, Дмитрием Хандогиным и Русланом Зайдуллиным в сентябре 2015 года. Позже также выяснилось, что совладелицей и идейной вдохновительницей сервиса является внучка бывшего президента Татарстана Минтимера Шаймиева Камиля, работавшая инвестиционным директором в АФК «Система». На привлечённые частные инвестиции компания запустила услугу вызова врачей на дом в Москве и Московской области.
В июле 2016 года компания получила 5,5 млн долларов инвестиций от «Яндекса» и фонда Baring Vostok, которые пошли на расширение списка услуг, маркетинг и выход в другие регионы. В ноябре 2016 года компания вышла на рынок Санкт-Петербурга. В декабре того же года сервис получил премию РБК в номинации «Стартап года» за внедрение инновационной модели в сфере здравоохранения.
20 апреля 2017 года «Яндекс» в партнёрстве с DOC+ запустил платный сервис медицинских онлайн-консультаций, доступный в приложении «Яндекс. Здоровье». На этапе запуска были доступны видеоконсультации терапевта или педиатра. В проекте «Яндекс» отвечает за техническую часть, DOC+ предоставляет врачей из своей базы и контролирует их работу.
В конце мая 2017 года DOC+ запустил приложение, которое позволяет консультироваться с врачами через чат, аудио- или видеосвязь, а после при необходимости вызвать врача или медсестру на дом, сдать анализы и получить их расшифровку.
В начале июля 2017 года компания получила очередные инвестиции от Baring Vostok и Yandex для развития IT-инфраструктуры. На тот момент компания заявляла, что сервис обслужил больше 60 тысяч вызовов врачей и что в штате работало около 300 врачей.
В ноябре 2016 — мае 2018 года Doc+ работал как служба вызова врача на дом в Санкт-Петербурге, но это направление работы оказалось убыточным и компания закрыла бизнес в Петербурге, оставив только удалённые консультации. В результате, по данным СПАРК-Интерфакс, выручка ООО «Новая медицина» в 2018 году составила 123 млн рублей, чистый убыток — 240 млн рублей. В июле 2019 года компания объявила о смене модели: компания перестала оказывать услуги частным лицам, свернула работу клиники в Москве и объявила о планах сосредоточиться на IT-продуктах.
Летом 2020 года было объявлено о слиянии DOC+ c одним из лидеров рынка телемедицины — компанией «Доктор рядом».

## Руководство
Генеральным директором компании является Руслан Зайдуллин. 
Главный врач клиники — Виктор Сакулин.

## Бизнес-модель
Доктора сервиса могут поставить капельницу, снять ЭКГ, выписать рецепт. В штате компании терапевты, педиатры, неврологи, отоларингологи и медсестры.
Врачи DOC+ оказывают консультации через чат, аудио- или видеосвязь с помощью специализированного приложения, разработанного компанией. Также терапевты и педиатры DOC+ оказывают видеоконсультации в рамках сервиса «Яндекс. Здоровье».
На апрель 2017 года сервис сотрудничал с 26 страховыми компаниями («Ингосстрах», «АльфаСтрахование», Allianz и др.), которые включают услуги DOC+ в свои программы добровольного медицинского страхования. Помимо это DOC+ работает с рядом клиник, для которых осуществляет выезд врачей к пациентам.
DOC+ заявлял о готовности выйти на рынок телемедицины после принятия закона об оказании медицинских услуг дистанционно. Это позволит врачам сервиса, в частности, удалённо ставить диагнозы и выписывать рецепты. Компания заявляла о планах направить инвестиции, полученные в 2017 году, на разработку единой медкарты пациента, агрегирующей данные из клиник, где обследовались и лечились клиенты.

## Инвестиции
После запуска в 2015 году DOC+ привлёк инвестиции в размере 35 млн рублей от группы частных инвесторов, среди которых были управляющий директор интернет-ретейлера Lamoda Флориан Янсен, гендиректор OneTwoTrip Михаил Соколов, исполнительный директор фонда Winter Capital Михаил Цыферов.
В июле 2016 года «Яндекс» и Baring Vostok вложили в DOC+ 5,5 млн долларов.
В начале июня 2017 года было объявлено о новом раунде инвестиций объёмом 5 млн долларов с участием прошлых инвесторов — Baring Vostok и Yandex. Распределение долей после очередного раунда представители компании и инвесторов не раскрывали. Однако известно, что накануне раунда крупнейшими владельцами DOC+ была фирма BV Services Limited (38 %), которую ассоциируют с фондами Baring Vostok. У «Яндекса» через голландскую компанию Yandex N.V. было 6,53 %. Белогуб и Хандогин владели по 17,56 % акций.